# Alfred Jodl

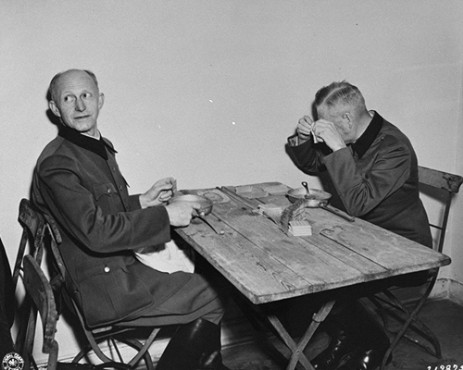
Jodl (po lewej) podczas procesu norymberskiego

Alfred Jodl (ur. 10 maja 1890 w Würzburgu, zm. 16 października 1946 w Norymberdze) – niemiecki dowódca wojskowy z czasów II wojny światowej w stopniu generała pułkownika (Generaloberst), skazany na śmierć i stracony jako zbrodniarz wojenny i zbrodniarz przeciwko ludzkości.

## Życiorys
Po ukończeniu akademii wojskowej i szkoły sztabu generalnego rozpoczął swoją karierę jako podporucznik w bawarskim pułku artylerii. W czasie I wojny światowej pełnił funkcje frontowe i sztabowe. Walczył we Francji i w Rosji, odnosząc rany. 18 października 1918 roku awansowany do stopnia kapitana. Po zakończeniu wojny nie porzucił służby w wojsku i kontynuował ją, dochodząc do coraz wyższych stanowisk. Od 1919 roku Jodl był członkiem Straży Narodowej Volkswehr. Został wcielony do Reichswehry, by w 1931 roku uzyskać awans na kapitana majora i w tym samym roku dołączyć do Sztabu Generalnego w Ministerstwie Reichswehry. W 1933 roku – po dojściu Adolfa Hitlera do władzy – Jodl został awansowany na stopień podpułkownika i odkomenderowany do armii tureckiej. W 1935 został pułkownikiem i szefem Wydziału Obrony Kraju w Urzędzie Sił Zbrojnych, podlegając bezpośrednio Ministerstwu Wojny. W 1938 roku został przeniesiony do Wiednia, by w 1939 zostać generałem majorem, a od sierpnia 1939 szefem Sztabu Dowodzenia Wehrmachtu w OKW.
Od sierpnia 1939 roku był szefem oddziału operacyjnego zarządu sztabu Wehrmachtu, a następnie szefem sztabu dowodzenia w Oberkommando der Wehrmacht. Od tego momentu był głównym autorem planów militarnych III Rzeszy, oraz bliskim doradcą Hitlera. Jak ocenia Howard J. Langer kampania w Polsce dała Hitlerowi i Jodlowi szansę ścisłej współpracy. Czuli do siebie wzajemny szacunek. Jodl podziwiał Hitlera, a ten generała za jego ocenę sytuacji i charakter. Jodl stał się jednym z najbardziej zaufanych doradców Fuhrera. Jodl uniknął przetasowań w wojsku, jakiemu poddawał Adolf Hitler swych generałów wskutek porażek armii niemieckiej na wojnie. Stał się zaufanym asystentem Wilhelma Keitla, wraz z którym przebywał w bunkrze w Berlinie, gdzie Hitler wydawał ostatnie rozkazy oraz oddawał władzę w ręce Karla Dönitza. Gdy zaczęto rozważać kapitulację, Jodl został wybrany jako reprezentant III Rzeszy.
7 maja 1945 roku generaloberst Jodl – jako jeden z najwyższych oficerów niemieckich sił zbrojnych – podpisał w Reims akt bezwarunkowej kapitulacji niemieckich sił zbrojnych (reprezentował Prezydenta Rzeszy Karla Dönitza). Po aresztowaniu marszałka Wilhelma Keitla został na krótko ostatnim szefem OKW. Aresztowany przez aliantów 23 maja 1945 i postawiony przed Międzynarodowym Trybunałem Wojskowym w Norymberdze, który sądził zbrodniarzy wojennych. Oświadczył na nim między innymi, że połączone siły Polski, Anglii i Francji mogły odnieść zwycięstwo nad Niemcami już w 1939 r. Ponadto jego zdaniem 110 dywizji francuskich i brytyjskich nie podjęło żadnych działań wobec szczupłych sił niemieckich na froncie zachodnim. Według niego, okres kampanii wrześniowej był jedynym okresem II wojny światowej, kiedy alianci mogli odnieść szybkie zwycięstwo nad Wehrmachtem, zajętym walkami w Polsce. 
W 1946 r. został osądzony przez Międzynarodowy Trybunał Wojskowy w Norymberdze i uznany za winnego. Skazano go na śmierć za udział w planowaniu wojny. Został powieszony, chociaż prosił o egzekucję przez rozstrzelanie. Po kremacji jego prochy wrzucono do rzeki Izary. 28 lutego 1953 roku sąd niemiecki uznał, że działalność Jodla w czasie wojny nie wykraczała poza ramy działania operacyjnego. Ta decyzja została unieważniona przez bawarskiego ministra działającego pod naciskiem amerykańskim.
Rodzina ufundowała symboliczny grobowiec Jodla (cenotaf), ustawiony na grobie jego dwóch żon, znajdującym się na niewielkim cmentarzu na wyspie Frauenchiemsee na jeziorze Chiemsee w Bawarii. Trwa spór sądowy o usunięcie informacji o generale z nagrobka.